# Ptychotricos fenestrifer
Ptychotricos fenestrifer là một loài bướm đêm thuộc phân họ Arctiinae, họ Erebidae.